# Валкевичи
Валкевичи (пол. Walkiewicz) — малороссийский дворянский род.
Предок Валкевичей, Василий, переселясь из Польши, служил в Запорожском войске (Стародубовский полковой хоружий в 1661). В 1661 и 1672 годах даны ему за верные заслуги от малороссийских гетманов деревни, в подтверждение чего в 1721 г. от царя Петра Алексеевича вдове Василия Валкевича с сыновьями пожалована грамота. Валкевичи внесены в 6 часть Дворянской родословной книги.

## Описание герба
В червлёном поле щита серебряная стрела «в столб» с расщеплённым надвое оперением и с горизонтальным перекладом посередине.
Щит увенчан дворянскими шлемом и короной со страусовыми перьями. Намёт червлёный, подбитый серебром. Герб рода Валкевичей внесён в Часть 7 Общего гербовника дворянских родов Всероссийской империи, стр. 110.